# Barcynka
Barcynka, Barczynka – potok, lewy dopływ Dunajca. Jego zlewnia znajduje się w Kotlinie Sądeckiej.
Według etymologów nazwa potoku utworzona została od żeńskiej formy imienia Barcz. Jego nazwa została zaczerpnięta jako określenie jednego z osiedli Podegrodzia przez które przepływa.
Źródła potoku położone są na wysokości ok. 450 m n.p.m. w Mokrej Wsi. Potok spływa w kierunku południowo-wschodnim do Kotliny Sądeckiej przepływając przez miejscowości gminy Podegrodzie, a w dolnym biegu stanowi naturalną granicę pomiędzy Podegrodziem i Stadłami. Uchodzi do Dunajca na wysokości 299 m n.p.m.
Do potoku wpływają strumyki: Kucowa, Od Osowia, Z Lasu oraz Sękowina.
Większa część potoku jest uregulowana hydrotechnicznie. Potok charakteryzuje się dużymi i krótkotrwałymi wezbraniami wód po większych opadach. Transportuje wówczas duże ilości ziemi i mułu, erodując brzegi. Ujście jest nieznacznie wyżej położone niż Dunajec, co znaczy o wolnej erozji wgłębnej potoku.